# Герб Приштини
Герб Приштини (алб. Emblema e Prishtinës або Stema e Prishtinës, серб. Грб Приштине, трансліт. Grb Prištine) є гербом міста Приштина, столиці частково визнаної держави Косово. Він був представлений у 2008 році.

## Опис
Богиня на гербі була дарданським божеством. Статуя була знайдена в Ульпіані, місті-попереднику Приштини, тому цей символ також є офіційним гербом Приштини. Вважається, що статуї 6000 років. Подвійний комплекс Ульпіана розташований на території сучасної Республіки Косово, приблизно за 8 км на південь від столиці Приштини поблизу міста Грачаниця. На північ від руїн протікає річка Грачанка, яка колись розділяла два комплекси.